# Tisové
Tisové (1023 m) – szczyt w Wielkiej Fatrze na Słowacji. Znajduje się na jej północnych zboczach opadających do Kotliny Turczańskiej, po wschodniej stronie wsi Turčianske Jaseno.
Tisové znajduje się w zachodnim grzbiecie Jarabiny tworzącym prawe zbocza Jasenskiej doliny (Jasenská dolina). Kolejno od wschodu na zachód są to szczyty: Kečka, Končitý vrch, Tisové i Hradište. Południowe stoki Tisovégo opadają do Hornojasenskiej doliny (Hornojasenská dolina), która jest górnym ciągiem Jasenskiej doliny. Stoki zachodnie opadają do przełęczy Mažiarky, północne do Sklabińskiej doliny.
Tisové jest porośnięte lasem, ale na jego południowo-zachodnich stokach znajduje się pasterska hala z szałasami. Tisové znajduje się poza obszarem Parku Narodowego Wielka Fatra i prowadzona w nim jest normalna działalność gospodarcza.

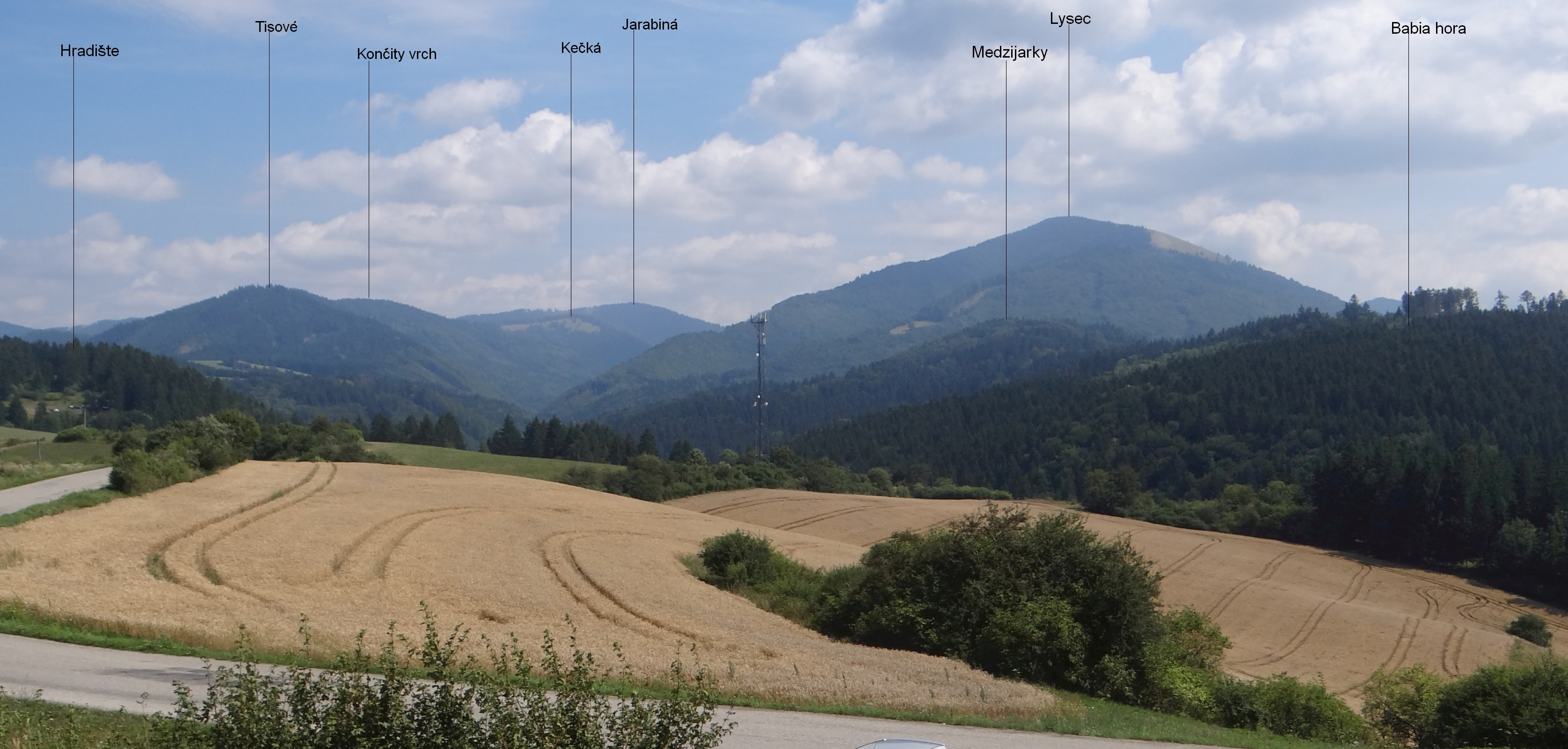
Widok z wieży widokowej na Jasenską dolinę

## Turystyka
Z przełęczy Mažiarký zboczami Tisovego prowadzi leśna droga, w górnej części przechodząca w ścieżkę. Z Mažiarek północno-zachodnimi stokami Tisovégo prowadzi ponadto szlak rowerowy.
  Sklabiňa – Sklabinská dolina – Medzy mníchmi – Na jame – Mažiarký – Tisové – Končitý vrch – Kečka – Sedlo pod Kečkou – Jarabiná. Odległość 11,9 km, suma podejść 1014 m, suma zejść 180 m, czas przejścia 4:15 h, z powrotem 3:35 h
 odcinek: Turčianske Jaseno – Mažiarký – Tisové – Sklabinská dolina – Sklabiňa